# Bety Olivares
Beatriz Adriana Olivares Pinal (Ciudad de México, 20 de marzo de 1982) más conocida como Bety Olivares es una política y militante mexicana, activa de la izquierda. Fue directora general del Instituto de la Juventud de la Ciudad de México del 5 de diciembre de 2018 hasta el 16 de junio de 2023, pues renunció a su cargo.
Se ha desempeñado como Diputada del Partido de la Revolución Democrática del año 2000 al 2014 destacando en distintas áreas del partido político. También fue diputada local de la VII legislatura de la asamblea legislativa del Distrito Federal.

## Vida académica
Su educación a nivel medio superior la estudio en el Colegio Nacional de Educación Profesional Técnica (Conalep) plantel Iztapalapa III, en los años 1997 a 2000 egresando como técnica en informática.
En cuanto a su educación superior, Bety es licenciada en administración y en derecho egresada de la Universidad Latinoamericana.

## Trayectoria política y laboral
En el año 2000 se volvió integrante del equipo político de la secretaría de participación ciudadana estatal del Partido de la Revolución Democrática, cambiando de puesto en el 2001 convirtiéndose integrante de la representación estatal del PRD ante el Instituto Electoral del Distrito Federal, ahora Instituto Electoral de la Ciudad de México. En el 2002 fue integrante de la comisión estatal de afiliación del PRD.
En el año 2003 fungió como integrante de la secretaría de comunicación y vocería estatal del PRD, también, fue responsable del área de informática del servicio electoral del PRD en la elección de presidente y secretaria general del partido.
En los años de 2005 a 2006 formó parte del equipo técnico político del servicio electoral del PRD en la elección interna de jefe de Gobierno, jefes delegacionales y diputados locales. En el 2007 fue parte del equipo técnico político de la secretaria nacional de planeación política del PRD.
Del año 2008 al 2013 fungió como secretaria estatal de asuntos juveniles, también como congresista nacional y consejera estatal del PRD. En el mismo 2008 fue responsable nacional del movimiento juvenil por la esperanza, y jefa de unidad departamental (JUD) de informática de la Secretaría de Trabajo y Fomento al Empleo de la Ciudad de México.
De 2009 a 2013 fue representante del PRD ante el foro de Sao Paulo juvenil. 
En el año 2011 se convirtió en consejera nacional del PRD, y fue integrante de la escuela de verano de la Fundación Frederich Eberth. En el 2012 fungió como vicepresidenta de la mesa directiva del consejo nacional del PRD. En el 2013 representó al PRD en el encuentro de líderes jóvenes de América Latina en China.
En el 2014 regresó a ser consejera nacional del PRD y vicepresidenta de la mesa directiva del consejo nacional del mismo partido.
Fue diputada local de la VII Legislatura de la Asamblea Legislativa del Distrito Federal hasta el año 2018, siendo representante proporcional y presidenta de la Comisión de Juventud y Deporte de la Asamblea Legislativa del Distrito Federal.

## Instituto de la Juventud de la Ciudad de México
El 5 de diciembre de 2018, Olivares fue nombrada por la Jefa de Gobierno de la Ciudad de México, la doctora Claudia Sheinbaum, como directora general del Instituto de la Juventud de la Ciudad de México.
Bety representa legalmente al instituto, cumpliendo las decisiones de la Junta de Gobierno. Así mismo, promueve mejoras técnicas, administrativas y patrimoniales del instituto. También se encarga de emitir informes y opiniones en discusiones de proyectos de leyes.
Su misión como directora del instituto es aplicar una política transversal e integral para atender a las personas jóvenes de la Ciudad De México. Por otra parte, impulsa al instituto como un organismo rector de políticas públicas.
Con su entrada al Instituto de la Juventud de la Ciudad de México se implementó el programa “Los Jóvenes Unen al Barrio” el cual inicio operaciones a partir de febrero de 2019, proporcionando a las personas beneficiarias y facilitadoras de servicio, de entre 12 y 29 años de edad, de colonias, barrios y pueblos con bajo índice de desarrollo social y altos índices de violencia de la Ciudad de México, un apoyo económico mensual y una credencial de acceso gratuito a transporte público.
A su vez, la Jefa de Gobierno de la Ciudad de México junto a la Directora del Instituto de la Juventud de la Ciudad de México, crearon una acción de gobierno llamada “Barrio Adentro”, donde se visita a todos los polígonos de la ciudad que tienen mayor índice de violencia y menor índice de desarrollo económico. El instituto participa dentro del programa tocando casa por casa en busca de jóvenes que necesiten ayuda del gobierno y apoyarles de alguna manera, cumpliendo ciertas condiciones, es decir, otorgando de 90 a 120 horas de trabajo comunitario a la Ciudad de México y al instituto.
Olivares renunció a su cargo como directora general del instituto el 16 de junio de 2023, ya que se convirtió en la directora de giras a nivel nacional de la campaña presidencial de la doctora Claudia Sheinbaum. 